# Wspólnota administracyjna Crailsheim
Wspólnota administracyjna Crailsheim – wspólnota administracyjna (niem. Vereinbarte Verwaltungsgemeinschaft) w Niemczech, w kraju związkowym Badenia-Wirtembergia, w rejencji Stuttgart, w regionie Heilbronn-Franken, w powiecie Schwäbisch Hall. Siedziba wspólnoty znajduje się w mieście Crailsheim, przewodniczącym jej jest Andreas Raab.
Wspólnota administracyjna zrzesza jedno miasto i trzy gminy wiejskie:
- Crailsheim, miasto, 33 021 mieszkańców, 109,08 km²
- Frankenhardt, 4 664 mieszkańców, 69,87 km²
- Satteldorf, 5 196 mieszkańców, 46,21 km²
- Stimpfach, 2 944 mieszkańców, 33,35 km²